# 布布诺夫卡市镇
布布诺夫卡市镇（俄语：Бубновское муниципальное образование）是俄罗斯联邦伊尔库茨克州基廉斯克区所属的一个市镇。其下辖有1个居民点，行政中心为布布诺夫卡。据2016年统计，该市镇的人口为488人。